# L'Île de l'étrange
L'Île de l'étrange (Glory Days) est une série télévisée américaine en 10 épisodes de 42 minutes, créée par Kevin Williamson dont 9 épisodes ont été diffusés entre le 16 janvier 2002 et le 25 mars 2002 sur le réseau The WB.
En France, la série a été diffusée à partir du 22 novembre 2003 sur TPS Cinéstar.

## Synopsis
Mike Dolan retourne sur sa terre natale après avoir écrit un livre critiquant les habitants de cette ville. Il n'est donc pas le bienvenu. Mais sur cette île, des choses étranges se passent. Avec l'aide de ses amis, il va résoudre des affaires inexpliquées.

## Distribution
- Eddie Cahill (VF : Yves Chenevoy) : Mike Dolan
- Poppy Montgomery (VF : Pascale Chemin) : Ellie Sparks
- Jay R. Ferguson (VF : Cyrille Monge) : Shérif Rudy Dunlop
- Amy Stewart (VF : Valérie Nosrée) : Sara Dolan
- Theresa Russell : Hazel Walker
- Frances Fisher (VF : Anne Ludovik) : Mitzi Dolan
- Emily VanCamp (VF : Lucile Boulanger) : Sam Dolan
- Ben Crowley (VF : Benjamin Pascal) : Zane Walker
- Nicole Paggi

- Version française
  - Société de doublage : Studio Chinkel[1]
  - Direction artistique : Gilbert Levy[1]
  - Adaptation des dialogues : Régis Ecosse, Hélène Monsché et Rebecca Le Marié[1]

Source VF : Doublage Séries Database

## Épisodes
1. Le Mystère du Ferry-Express (Grim Ferrytale)
2. Magie noire (The Devil Made Me Do It)
3. Visions fatales (Miss Fortune Teller)
4. Mort, mensonges et video (Death, Lies and Videotape)
5. Les Filles de la nuit (The Lost Girls)
6. Le Shérif en prison (Everybody Loves Rudy)
7. Les Nouveaux Voisins (There Goes the Neighborhood)
8. Jour de gloire (No Guts, No Glory)
9. Billes de clown (Clowning Glory)
10. Titre français inconnu (Cirque de So Dead)